# Schaich al-Islam

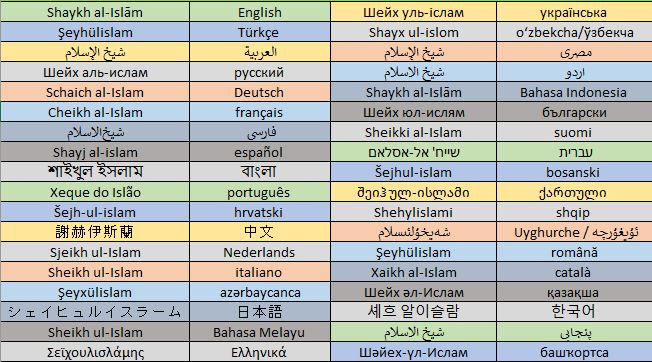
Scheich al-Islam

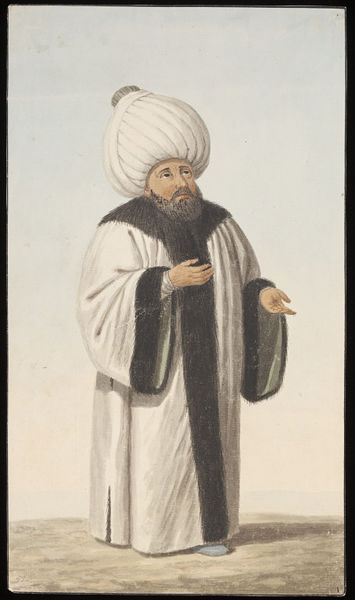
Abbildung eines Schaichs al-Islām, 1809

Schaich al-Islām oder Scheich al-Islam (arabisch شيخ الإسلام, DMG šaiḫ al-islām, türkisch Şeyhülislam; auch: Scheichülislam, Scheichulislam, Scheikulislam und Scheik ül-Islam) ist ein Ehrentitel für islamische Religionsgelehrte, der seit dem 10. Jahrhundert im Gebrauch ist. Im Osmanischen Reich war er der Titel für den Mufti der Hauptstadt (ab 1453 Istanbul), der gleichzeitig die oberste religionsrechtliche Autorität des Staates darstellte. 

## Osmanisches Reich
Seit dem 15. Jahrhundert wurde die politische Rolle des Schaich al-Islam institutionalisiert. Symbolisch sollte diese einem Großwesir gleichgestellt sein. Im Osmanischen Reich wurden jene religiösen Oberhäupter aus der islamisch-sunnitischen Rechtsschule der Hanafiten rekrutiert.
Der erste Schaich al-Islam war 1424 Mullah Fenârî und der letzte 1922 Medenî Nuri Efendi. So ergibt sich eine Kontinuität von beinahe 500 Jahren.
Als herausragende Amtsinhaber galten beispielsweise:
- Mehmed Ebussuud Efendi
- Zekeriyazade Yahya
- Alī Efendi
- Mustafa Sabri
- Musa Kâzım Efendi
- Ibn-i Kemal

Raschīd Ridā kritisierte in einer im Jahre 1901 veröffentlichten Schrift, dass der Titel „Schaich al-Islām“ eine Erfindung von Königen und Emiren sei, die selbst keinerlei Bezug zur Religion gehabt hätten und diesen Titel nur deswegen eingeführt hätten, um die ungebildeten Massen zu beeindrucken.
Die Jungtürken schränkten ab 1916 dieses System weitgehend ein. Nach der Gründung der Großen Nationalversammlung der Türkei im Jahre 1920 war das Amt „Scheich ul-Islam“ bis 1924 im Ministerium für Scharia und Stiftungswesen (Şeriye ve Evkaf Vekaleti) beheimatet. Der Schaich al-Islam hatte die Aufgabe den obersten Kadi (Richter) zu ernennen. 
Aufgrund der Trennung von Religion und Staat wurde das Ministerium in der Türkei abgeschafft. Als Nachfolgeinstitution wurde das „Präsidium für Religiöse Angelegenheiten“ (Diyanet) eingerichtet, das sich als Nachfolger des Schaich al-Islam in einem laizistischen Staat versteht.

## Außerhalb des Osmanischen Reiches
Auch in anderen Staaten wird der oberste Mufti (bzw. Obermullah) noch heute gelegentlich als Schaich al-Islam betitelt, so z. B. derzeit Allahşükür Paşazadə in Russland bzw. im Kaukasus oder der Chula Raja Montri in Thailand.
Schon zu Zeiten der Sowjetunion trug der oberste Mufti von Baku den Titel Schaich al-Islam, als Zeichen dafür, dass in seinem Bereich auch Schiiten leben.